# 小行星6141
小行星6141（英語：6141 Durda）是一颗围绕太阳公转的小行星。1992年12月26日，太空监视在基特峰发现了此天体。
这颗小行星的绝对星等为145.72624等。